# Гаек, Франтишек
Фра́нтишек Га́ек (чеш. František Hájek) (30 ноября 1886, Чертыне — 15 марта 1962, Прага) — профессор судебной медицины Карлова университета в Праге. Во время Второй мировой войны участвовал в работе международной медицинской комиссии (нем. Die internationale Ärztekommission) в Катыни. Как и все другие международные эксперты, пришел к выводу, что злодияние совершила советская сторона, и подписал соответствующее заключение экспертов.
В оккупированной немцами Чехии опубликовал несколько статей, где возлагал вину на НКВД и отметил в частности: «Как и в лесу под Катынью точно так же могла бы быть однажды, скажем, в лесах Чехии и Моравии приготовлена большевистскими ликвидационными отрядами массовая могила для чешской интеллигенции. Большевистские методы остаются всегда одинаковыми. Каждый раз, когда под господство палачей из ГПУ попадала новая страна, ее передовые люди и представители интеллигенции были перебиты»

## Последствия Катыни
После войны, с 23 мая по 9 июня 1945 года был арестован по подозрению в сотрудничестве с оккупантами, но вскоре отпущен. Месяц спустя, на собрании Общества Чешских врачей в Праге 9 июля 1945 года прочитал доклад «Катынские доказательства», который в апреле 1946 года был издан в виде брошюры.

Тогдашнее министерство внутренних дел протектората передало мне приказ гитлеровских оккупантов направиться в Катынский лес, указывая при этом, что если я не поеду и сошлюсь на болезнь (что я и делал), то мой поступок будет рассматриваться как саботаж и в лучшем случае я буду арестован и отправлен в концентрационный лагерь.
Франтишек Гаек также известен тем, что засвидетельствовал смерть от самоубийства министра иностранных дел Чехословакии Яна Масарика и смерть от болезни чехословацкого легионера и военного деятеля, генерал-майора Карла Лукаса. В настоящее время имеются версии, согласно которым они были убиты.